# Västra Näs och Sandviken
Västra Näs och Sandviken är sedan 2023 en av SCB avgränsad och namnsatt tätort i Mjällby distrikt i Sölvesborgs kommun i Blekinge län. Bebyggelsen ingick före 2023 i småorterna Västra Näs och Siretorp och Sandviken (vilken omfattade byarna Siretorp och Sandviken) vilka samtidigt avregistrerades. 